# Варацце
Варацце (итал. Varazze, лиг. Väze), устар. Ворагин (лат. Vorago, Varago, Varagia) — город в Италии на берегу Лигурийского моря, в провинции Савона. Популярное место для «дикого» пляжного отдыха и катания на яхтах.

## История
Датой основания Варацце называют 1861 год, когда он вошел в состав нового государства - Королевства Италия. Однако первые упоминания о поселениях человека в районе современного Варацце относятся уже ко второму тысячелетию до нашей эры. А в начале нашей эры здесь начало развиваться судостроение, возникшее в непосредственной близости от того места, где сейчас находится железнодорожный вокзал города. Процветающая отрасль по строительству морских кораблей сделала Варацце предметом постоянной борьбы за установление контроля над ней со стороны других территорий. Начиная со средневековья, за управление вотчиной Варацце постоянно сражались Савона и Генуя. За свою длительную историю Варацце успело побывать частью Генуэзской республики и Сардинского королевства. Статус города получил в 1864 году.

## Архитектура
Богатая история оставила в Варацце прекрасные творения многих мастеров.
Соборная церковь Святого Амвросия (Collegiata di Sant'Ambrogio) построена в Средние века. Ее фасад выполнен в стиле барокко, колокольня - в романо-готическом стиле. В интерьере сохранился алтарь с изображением Святого Амвросия.
Древняя церковь Сант-Амброджо разрушена, но все равно в ней можно узнать романский стиль. О ней упоминается уже в 1139 году.
Церковь Сан-Доменико возведена на месте ранее существовавшего монастыря в 1419 году. Внутри стоит посмотреть на прекрасные фрески сиенской школы. А на фасаде есть пушечное ядро, брошенное французским флотом.
Среди других достопримечательностей: Часовня Варфоломея, Храм святой Екатерины и др.

## Город
Частью Варацце является поселение Казанова (Casanova), в которой немало интересных архитектурных достопримечательностей. На морском побережье недалеко от исторического центра имеется большая стоянка яхт и катеров. Через город протекает и впадает в море Teiro. Этот тип водоема в итальянском языке именуется torrente - что-то вроде ручья с переменным водотоком. В жаркое время воды в нем почти не остается. В городе есть художественная школа, воспитанники которого осуществили в городе несколько интересных проектов. Один из них - галерея в своеобразном подземном переходе, посвященная женщинам, которые ждут возвращения своих отцов, мужей и сыновей с морского промысла.

## Города-побратимы
- Палми, Италия

## Знаменитые уроженцы
- Иаков Ворагинский, монах-доминиканец, архиепископ Генуи, писатель-агиограф
- Франческо Чилеа, композитор
- Сандро Пертини, президент Итальянской республики
- Лелио Бассо, профсоюзный лидер
- Пиппо Дельбоно, театральный режиссёр
- Ланцеротто Малочелло — генуэзский путешественник.